# Национални паркови Словеније
У Словенији данас има 1 национални парк и 2 регионална парка: Козјанско и Шкоцјанске јаме.

## Национални паркови
- Триглав

## Регионални паркови
- Козјанско Парк
- Парк Шкоцјанске јаме